# Зелений Гай (Бериславський район)
Зелений Гай — село в Україні, у Калинівській селищній громаді Бериславського району Херсонської області. Населення становить 118 осіб.

## Історія
12 червня 2020 року, відповідно до Розпорядження Кабінету Міністрів України від № 726-р «Про визначення адміністративних центрів та затвердження територій територіальних громад Херсонської області», увійшло до складу  Калинівської селищної громади.
19 липня 2020 року, в результаті адміністративно-територіально-територіальної реформи та ліквідації Великоолександрівського району, село увійшло до складу Бериславського району.

## Населення

### Мовний склад
Рідна мова населення за даними перепису 2001 року:
| Мова       | Чисельність, осіб | Доля     |
| ---------- | ----------------- | -------- |
| Українська | 107               | 90,68 %  |
| Російська  | 11                | 9,32 %   |
| Разом      | 118               | 100,00 % |